# 南美獨行菜
南美獨行菜（学名：Lepidium bonariense）为十字花科獨行菜屬下的一个种。

## 扩展阅读
- 維基物種上的相關：南美獨行菜